# Fulladu East
Il distretto di Fulladu East è un distretto del Gambia nella Divisione dell'Upper River con 98.454 abitanti al censimento del 2003.

## Società

### Evoluzione demografica
In base ai dati del censimento 1993 la popolazione del distretto era così suddivisa dal punto di vista etnico:
| Etnia       | Abitanti | %     |
| ----------- | -------- | ----- |
| Mandingo    | 20.508   | 26,38 |
| Fulani      | 21.200   | 27,27 |
| Wolof       | 415      | 0,53  |
| Jola        | 228      | 0,29  |
| Serahule    | 33.621   | 43,24 |
| Altre etnie | 1.775    | 2,28  |